# Mondicourt
Mondicourt ist eine französische Gemeinde mit 579 Einwohnern (Stand: 1. Januar 2022) im Département Pas-de-Calais in der Region Hauts-de-France. Die Gemeinde gehört zum Arrondissement Arras und zum Avesnes-le-Comte (bis 2015: Kanton Pas-en-Artois). Die Einwohner werden Mondicourtois genannt.

## Geographie
Mondicourt liegt etwa 25 Kilometer westsüdwestlich des Stadtzentrums von Arras. Umgeben wird Mondicourt von den Nachbargemeinden Lucheux im Norden, Grincourt-lès-Pas im Osten und Nordosten, Pas-en-Artois im Süden sowie Pommera im Westen.

## Bevölkerungsentwicklung
| Jahr                      | 1962 | 1968 | 1975 | 1982 | 1990 | 1999 | 2006 | 2013 |
| ------------------------- | ---- | ---- | ---- | ---- | ---- | ---- | ---- | ---- |
| Einwohner                 | 609  | 623  | 692  | 741  | 662  | 676  | 660  | 624  |
| Quelle: Cassini und INSEE |      |      |      |      |      |      |      |      |

## Sehenswürdigkeiten

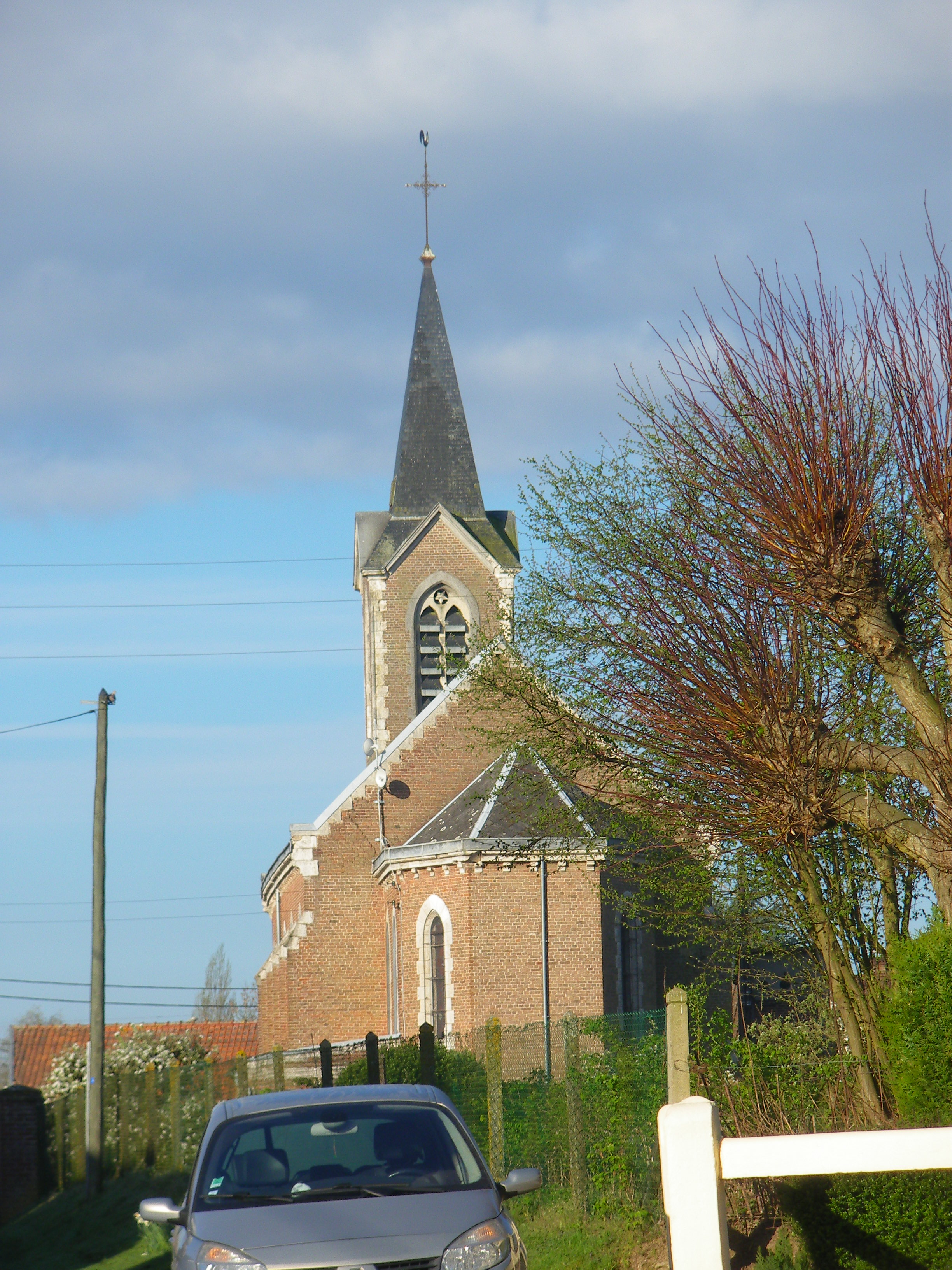
Kirche Saint-Maurice

- Kirche Saint-Maurice